# Markus Morawitz
Markus Morawitz (* 26. Januar 1978 in Eisenstadt) ist ein österreichischer Westernreiter.

## Werdegang
Morawitz wuchs mit Pferden auf. Nach einer Lehre zum Industriekaufmann ging er für einige Monate zu Mike Boyle nach Kalifornien.
Nach seiner Rückkehr ging er als Trainer in den Stall von Wolfram Isopp. Später wurde er Co-Trainer bei Rudi Kronsteiner. 2003 ging er zurück nach Österreich.
Im Jahr 2005 gewann er bei der Europameisterschaft in Manerbio mit Overlook me Jack als Teil der Österreichischen Equipe die Bronzemedaille, in der Einzelwertung belegte er Platz 19. Bei den Weltreiterspielen 2006 in Aachen erreichte er zusammen mit Rudi Kronsteiner, Tina Künstner-Mantl und Dennis Schulz mit der österreichischen Equipe Rang 9. Bei den Weltmeisterschaften 2010 in Lexington (Kentucky) erreichte er auf Spin me a deal mit dem Team Platz 4, in der Einzelwertung schied er in der Qualifikationsprüfung aus. Die Europameisterschaft 2011 in Wiener Neustadt schloss er mit Dun It Whiz Jerry auf Rang 11 ab, in der Teamwertung gewann Österreich Bronze.
Im Jahr 2011 war er Teil des österreichischen Reining-Kaders.
2014 gewann er bei den Weltreiterspielen in der Normandie im Reining zusammen mit seinen Kollegen Tina Künstner-Mantl, Martin Mühlstätter und Rudi Kronsteiner mit der österreichischen Equipe die Bronzemedaille.

## Pferde
- Spin me a deal (* 2003), Vater: Dealin Dirty, der über seinen Vater Smart Chic Olena ein Nachkomme der AQHA Hall of Fame-Stute Poco Lena ist, Muttervater: Peponita[7]
- Shining Step, Vater: Wimpys Little Step, Muttervater: Shining Spark